# Liste der Stolpersteine in Berlin-Lankwitz
Die Liste der Stolpersteine in Berlin-Lankwitz enthält die Stolpersteine im Berliner Ortsteil Lankwitz im Bezirk Steglitz-Zehlendorf, die an das Schicksal der Menschen erinnern, die im Nationalsozialismus ermordet, deportiert, vertrieben oder in den Suizid getrieben wurden. Die Spalten der Tabelle sind selbsterklärend. Die Tabelle erfasst insgesamt 35 Stolpersteine und ist teilweise sortierbar; die Grundsortierung erfolgt alphabetisch nach dem Familiennamen.
| Bild | Name                    | Standort                                       | Verlegedatum  | Leben |  |
| ---- | ----------------------- | ---------------------------------------------- | ------------- | --- |  |
|      | Ilse Bock               | Seydlitzstraße 40                              | 3. Juni 2021  | Ilse Bock kam am 22. Dezember 1896 in Neubrandenburg im heutigen Mecklenburg-Vorpommern als Tochter des Kaufmannes Julius Bock (geboren am 22. November 1853 in Strelitz/Mecklenburg) und dessen Frau Franziska geborene Heine (geboren am 29. März 1857 in Mirow) auf die Welt, sie hatte noch 15 Geschwister. In Neubrandenburg besuchte Ilse Bock die Grundschule und später die Höhere Mädchenschule. Nach ihrer Schulzeit absolvierte sie eine Lehre als Putzmacherin und war mehrere Jahre in diesem Beruf tätig. Am 20. Oktober 1920 heiratete sie ihren Cousin, den am 26. Januar 1895 geborenen kaufmännischen Angestellten Max Bock. 1923 kam in Berlin-Schöneberg die Tochter Ingeborg Nanny zur Welt. Ab 1929 lebte die Familie in der Seydlitzstraße 40 in Berlin-Lankwitz. Ilse Bock erkrankte etwa im Januar 1940 an einem schweren Nervenleiden. Sie wurde mehrfach medizinisch behandelt und hielt sich zeitweilig auch im Jüdischen Krankenhaus in Berlin auf. Ihre Tochter Ingeborg Nanny konnte 1939 gemeinsam mit ihren Cousinen Lilly Segel und Marianne Rothwellm (beide geborene Bock) sowie mit ihrem Cousin Werner Bock mit einem Kindertransport nach England fliehen. Im August 1941 mussten die Eheleute Bock ihre Wohnung in der Seydlitzstraße 40 räumen, sie wurden im Gemeindezentrum der Jüdischen Liberalen Synagoge in der heutigen Axel-Springer-Straße aufgenommen. Die Eheleute Bock planten nun ihre Flucht: Ilse ließ sich beim Friseur die Haare blondieren, um nicht als Jüdin aufzufallen, dabei erlitt sie einen Nervenzusammenbruch und wurde im Oktober 1942 ins Jüdische Krankenhaus eingeliefert. Kurz darauf wurde sie dort mit 80 weiteren Personen von der Gestapo verhaftet und in das Sammellager Große Hamburger Straße gebracht. Am 29. November 1942 wurde Ilse Bock von dort aus mit dem „23. Osttransport“ nach Auschwitz deportiert. Im Oktober 1943 soll sie noch in einem Außenkommando des KZs Auschwitz gearbeitet haben. Eine Überlebende berichtete, sie sei zunehmend apathischer geworden, sie habe den Mut verloren und soll die Absicht geäußert haben, „freiwillig ins Gas“ zu gehen. Ihr Todeszeitpunkt ist unbekannt. Ihr Mann Max Bock überlebte im Untergrund.         |  |
|      | Ingeborg Nanny Bock     | Seydlitzstraße 40                              | 3. Juni 2021  | Ingeborg Nanny Bock kam am 29. Januar 1923 in Berlin-Schöneberg als einziges Kind von Max Bock und seiner Frau Ilse geborene Bock zur Welt. Die Eltern stammten aus Mecklenburg-Vorpommern und lebten bereits seit einigen Jahren in Berlin. Ab circa 1929 wohnte Ingeborg Nanny mit ihren Eltern in der Seydlitzstraße 40 in Berlin-Lankwitz. Nach Ausbruch des Zweiten Weltkrieges und der Verschärfung des nationalsozialistischen Terrors kam Ingeborg Nanny am 17. Januar 1939 gemeinsam mit ihren Cousinen Lilly Segel und Marianne Rothwellm (beide geborene Bock) sowie mit ihrem Cousin Werner Bock mit einem Kindertransport nach England. In Manchester kam sie zunächst bei einer Pflegefamilie unter. Dort baute sie sich schließlich ein neues Leben auf. Am 21. Juli 1945 heiratete sie Raymond William Austin. 1946 wurde die gemeinsame Tochter Barbara Susan geboren. Die Familie wohnte in Knutsford/Cheshire in England. Ihre Mutter, Ilse Bock, wurde in Auschwitz ermordet, ihr Vater, Max Bock, konnte der Deportation und Ermordung nur durch die Hilfe von Freunden – auch jenen seiner Tochter – entgehen. 1948 kam es zu einem Wiedersehen mit dem Vater in England. |  |
|      | Max Bock                | Seydlitzstraße 40                              | 3. Juni 2021  | Max Bock wurde am 26. Januar 1895 in Neustrelitz im heutigen Mecklenburg-Vorpommern als Sohn des jüdischen Karl Bock und seiner nichtjüdischen Ehefrau geboren. Die Familie zog nach Berlin, wo Max die Volks- sowie Realschule besuchte und eine kaufmännische Lehre absolvierte. Danach war er einige Jahre im Einzelhandel tätig. Als 19-Jähriger meldete er sich 1914 freiwillig zum Kriegsdienst und war bis zum Zusammenbruch der Russischen Front als Schütze an der Ostfront stationiert. Am 20. Oktober 1920 heiratete er seine Cousine, die am 22. Dezember 1896 als Tochter von Julius und Franziska Bock geborene Putzmacherin Ilse Bock. 1923 kam die Tochter Ingeborg Nanny auf die Welt. Ab 1929 lebte die Familie in der Seydlitzstraße 40 in Berlin-Lankwitz. Ihre Tochter Ingeborg Nanny konnte 1939 gemeinsam mit ihren Cousinen Lilly Segel und Marianne Rothwellm (beide geborene Bock) sowie mit ihrem Cousin Werner Bock mit einem Kindertransport nach England fliehen. Ihre Eltern mussten im August 1941 ihre Wohnung in der Seydlitzstraße 40 räumen, sie wurden im Gemeindezentrum der Jüdischen Liberalen Synagoge in der heutigen Axel-Springer-Straße aufgenommen. Am 29. November 1942 wurde Ilse Bock nach Auschwitz deportiert und zu einem unbekannten Zeitpunkt ermordet. Max Bock musste untertauchen, Freunde der Familie halfen ihm den Zweiten Weltkrieg zu überleben. Nach dem Krieg war er als Kaufmann in einer amerikanischen Firma als Managing Director tätig. Er heiratete seine Schwägerin Alice Bock und kehrte mit ihr im Dezember 1945 in seine Wohnung in die Seydlitzstraße 40 zurück. Erst 1948 kam es zu einem Wiedersehen mit seiner Tochter Ingeborg Nanny. Max Bock starb 1969 in Berlin. |  |
|      | Dora Freudenthal        | Mozartstraße 22                                | 16. Juni 2018 | Dora Goldschmidt kam am 8. Oktober 1876 in Hannover als Tochter von Levi Salomon Goldschmidt und seiner Ehefrau Jette/Henriette auf die Welt. Die Familie lebte in Hamburg, bis Dora am 29. Oktober 1898 in Hamburg den Kaufmann Hermann Freudenthal heiratete und mit ihm nach Berlin zog. Er war Inhaber eines Geschäfts für den Engros-Handel mit Goldwaren und Uhrketten. Die Geschäftsadresse in der Alexandrinenstraße 25 II war in den ersten Jahren mit der Wohnadresse identisch. Der Sohn Ernst wurde am 24. Juni 1905 und die Tochter Lucie/Lotte am 20. Februar 1909 geboren. Ab 1909/10 bewohnten Freudenthals eine Wohnung in der Augsburger Straße 64. Erst nach dem Tod ihres Ehemannes am 14. November 1929 gab Dora Freudenthal diese Wohnung auf. Sie zog zu ihrem Sohn Ernst in die Helmstedter Straße 27 nach Wilmersdorf. Dieser emigrierte im April 1933. Nach 1935 verließ auch die Tochter Lucie/Lotte Freudenthal, verheiratete Liebesschuetz, mit ihrem Mann und der 1934 in Brandenburg geborenen Tochter Irene Deutschland. Nun zog Dora Freudenthal in die Mozartstraße 22 nach Lankwitz. Bis zu ihrer Deportation im Jahr 1942 lebte sie dort als Untermieterin bei dem Fabrikanten Julius Goehr und seiner Ehefrau Gertrud. Julius Goehr und Siegmund Dunkel, die mit nicht-jüdischen Ehefrauen in sog. Mischehen lebten, waren Eigentümer des Mietshauses in der Mozartstraße. Am 11. September 1942 wurde Dora Freudenthal mit 99 anderen Juden vom Anhalter Bahnhof aus in das Konzentrationslager nach Theresienstadt deportiert. Von dort aus wurde sie am 29. September 1942 in das Vernichtungslager nach Treblinka gebracht und ermordet. |  |
|      | Alice Hohenemser        | Havensteinstraße 26                            | 16. Juni 2021 | Alice Matilda Florence Salt wurde am 19. Mai 1878 in Winchcombe (Gloucester) in England als einzige Tochter von Alice Rebecca Salt geborene Chambers (* 1. Juli 1843; † 3. Januar 1891) und ihrem Ehemann Henry Richard Salt (1843–1929) geboren. Sie hatte die beiden älteren Brüder Henry George und Wiliam Arthur sowie den jüngeren Bruder Cecil Henry. 1901 lebte sie in Wallingford (Oxfordshire). Nach dem Tod der Mutter heiratete ihr Vater 1907 erneut. Am 7. Januar 1905 heiratete Alice Salt in Wallingford Richard Hohenemser, zog mit ihm nach Berlin, und am 3. Januar 1906 brachte sie dort ihren Sohn Kurt Hohenemser zur Welt. 1919 lebte die Familie in Frankfurt am Main. Am 8. April 1942 starb sie zusammen mit ihrem Ehemann durch Freitod in der Havensteinstraße 26. |  |
|      | Richard Hohenemser      | Havensteinstraße 26                            | 16. Juni 2021 | |  |
|      | Martha Israelski        | Nicolaistraße 38                               | 25. Juni 2015 | Martha Josephsohn kam am 4. Januar 1878 in Königsberg als Tochter von Aron Josephsohn und seiner Frau Berta geborene Rosen zu Welt, sie hatte eine ältere Schwester Friederike. Sie heiratete und nahm den Namen ihres Mannes „Israelski“ an. Ob sie Kinder hatte, konnte nicht ermittelt werden, ihr Mann starb und 1939 wohnte sie im Haus ihrer ebenfalls verwitweten Schwester Friederike Lichtenstein in der Nicolaistraße 38 in Lankwitz. Ihre Schwester musste das Haus an das Deutsche Reich - Luftfahrt - verkaufen, Martha und ihre Schwester Friederike mussten in die Güntzelstraße 60 ziehen. Am 5. September 1942 wurde sie von dort nach Riga deportiert, am 8. September 1942 wurde sie ermordet. |  |
|      | Amalie Anni Jastrow     | Kaiser-Wilhelm-Straße 19                       | 23. Juni 2023 | |  |
|      | Wilhelm Jastrow         | Kaiser-Wilhelm-Straße 19                       | 23. Juni 2023 | |  |
|      | Alice Kirchner          | Havensteinstraße 18 ehem. Havensteinstraße 16e | 27. Apr. 2012 | Rosalie Alice Levy kam am 9. Februar 1896 in Saarlouis als Tochter des Kaufmanns Jakob Levy und seiner Frau Bertha geborene Weil zur Welt. Alice wurde Lehrerin, sie hatte die Lehrbefähigung für das Lyzeum, Mittel- und Volksschulen. 1928 heiratete sie in Saarbrücken den nichtjüdischen Wirtschaftsprüfer Dr. Ernst Kirchner. Das Paar zog nach Berlin, wo am 8. Juni 1932 die Tochter Marianne geboren wurde. Die Familie lebte in Steglitz, Florastraße 10 und danach in der Havensteinstraße 16e. Im März 1936 wurde die Ehe von Rosalie und Ernst Kirchner geschieden, Ernst Kirchner verstarb im Juni 1936 in Münster. Rosalie Kirchner musste Zwangsarbeit leisten, deswegen schickte sie die Tochter Marianne 1941 zu ihren Schwiegereltern nach Bad Homburg vor der Höhe, wo diese die Kurpension Villa Weiland betrieben. In den Sommerferien 1942 besuchte Marianne ihre Mutter, zur Sicherheit hatte ihr Großvater ihr ihren Taufschein mitgegeben. Am 18. Juli 1942 wurde ihre Mutter verhaftet, Marianne entging der Verhaftung dadurch, dass sie ihren Taufschein vorlegte. Marianne verbrachte den Rest der Schulferien bei Berliner Bekannten. Ihre Mutter kam von Juli 1942 bis April 1943 in das Arbeitserziehungslager Fehrbellin, dann wurde sie in das KZ Auschwitz deportiert und dort am 30. April 1943 ermordet. Marianne wurde, als sie zurück in Bad Homburg v.d.Höhe war, vom Gymnasium verwiesen und musste die Volksschule besuchen. Sie heiratete 1958 Stanislao Zazo, zog mit ihm nach Italien und bekam drei Kinder. Die ursprüngliche Wohnadresse lautet Havensteinstraße 16e, das entspricht in etwa der heutigen Hausnummer 18. |  |
|      | Charlotte Kobrak        | Waldmannstraße 1                               | 16. Juli 2007 | Charlotte Kobrak wurde am 30. Oktober 1893 in Breslau als Charlotte Stern geboren. Sie war eine Schwester des Historikers Fritz Stern. Vor ihrer Heirat mit Richard Kobrak arbeitete sie als Lehrerin für Mathematik und Naturwissenschaften. Ihre Kinder wurden geboren: Käthe Toni 1918, Helmut Richard 1920 und Eva Maria 1922. Die Kinder gelangten mit den Kindertransporten nach England. Charlotte Kobrak wurde am 17. März 1943 mit dem 4. großen Alterstransport nach Theresienstadt deportiert, am 19. Oktober 1944 wurde sie weiter nach Auschwitz verschleppt, wo sie im Oktober 1944 ermordet wurde. |  |
|      | Richard Kobrak          | Waldmannstraße 1                               | 16. Juli 2007 | |  |
|      | Gerda Lagus             | Corneliusstraße 26A                            | 24. März 2021 | Gerda Langnas kam in Berlin am 18. Juli 1914 als erstes Kind des Kaufmanns Alfred Langnas und seiner Frau Pauline geboren Braun zur Welt. Es folgte ihre Schwester Hildegard 1916, die aber bereits 1917 starb. Dann kamen ihre Brüder zur Welt: Heinz Gustav 1918 und Joachim 1920. Die Familie lebte in der Nymphenburger Straße 4, bis sie 1930 nach Lankwitz in die Corneliusstraße 26a zog. Gerda emigrierte mit ihrem Bruder Heinz Gustav 1936 nach Brasilien, wo sie den ebenfalls geflüchteten Hamburger Kaufmann Edgar Lagus heiratete. Ihre Tochter Evelyne Sylvia wurde am 16. November 1938 in São Paulo geboren, es folgte der Sohn Mario Pedro am 8. April 1940. 1960 reiste Gerda nach Miami, wo ihr Bruder Joachim lebte. Dieser starb 1962. Gerda starb 2006 in São Paulo. |  |
|      | Alfred Langnas          | Corneliusstraße 26A                            | 24. März 2021 | Alfred Langnas kam am 21. Januar 1889 in Berlin als Sohn des Handelsmannes Laser Hersch Hermann Langnas und seiner Frau Eva geborene Knopfmacher zur Welt. Er wurde Kaufmann und heiratete 1912 Pauline Braun. Damals hatte Alfred Langnas die brasilianische Staatsangehörigkeit, seine Frau die österreichische. Das Paar wohnt in der Nymphenburger Straße 4, die Kinder wurden geboren: Gerda 1914, Hildegard 1916, die bereits 1917 starb, Heinz Gustav 1918 und Joachim 1920. Alfred Langnas unternahm in den 1920er Jahren mehrere Schiffsreisen in der ersten Klasse, so nach Brasilien und nach Norwegen. 1930 zog die Familie nach Lankwitz in die Corneliusstraße 26a. Nach der Machtergreifung der Nazis sorgten Alfred und Pauline Langnas dafür, dass ihre Kinder in Sicherheit gebracht wurden: Gerda emigrierte 1936 mit ihrem Bruder Heinz Gustav nach Brasilien, Joachim erreichte 1938 New York. Alfred Langnas entging seiner drohenden Verhaftung, indem er am 1. Dezember 1938 nach Brüssel emigrierte, seine Frau Pauline folgte ihm am 21. Januar 1939. Nach dem Einmarsch der Wehrmacht wurden beide interniert und nach Frankreich abgeschoben, dort gelangten sie über das Internierungslager St. Cyprien in das Sammellager Drancy. Am 2. September 1942 wurde Alfred Langnas in das KZ Auschwitz deportiert, wo er vermutlich sofort ermordet wurde. Seine Frau Pauline wurde am 20. Januar 1944 ebenfalls in das KZ Auschwitz deportiert. Ihrem Vater Alfred Langnas widmete seine Tochter Gerda bei Yad Vashem eine Gedenkseite. |  |
|      | Heinz Gustav Langnas    | Corneliusstraße 26A                            | 24. März 2021 | Heinz Gustav Langnas kam 1918 in Berlin als Sohn des Kaufmanns Alfred Langnas und seiner Frau Pauline geborene Braun zur Welt. Seine ältere Schwester war Gerda, sein jüngerer Bruder Joachim. Die Familie lebte bis 1930 in der Nymphenburger Straße 4, danach in Lankwitz in der Corneliusstraße 26a. Heinz Gustav konnte 1936 nach Brasilien emigrieren. Dort heiratete er Aurora Schepis, die Tochter wurde geboren: Paula Regina am 19. November 1949. |  |
|      | Joachim Langnas         | Corneliusstraße 26A                            | 24. März 2021 | Joachim Langnas kam am 7. Oktober 1920 in Berlin als jüngstes Kind des Kaufmanns Alfred Langnas und seiner Frau Pauline geborene Braun zur Welt. Seine älteren Geschwister waren Gerda (1914) und Heinz Gustav (1918). Die Familie lebte bis 1930 in der Nymphenburger Straße 4, danach in Lankwitz in der Corneliusstraße 26a. Joachim konnte mit Unterstützung seiner Eltern 1938 nach New York ausreisen. Er nahm auf amerikanischer Seite am 2. Weltkrieg teil. In den USA heiratete er Jean Alice Ivandick und änderte seinen Namen in Joseph Lannas. Die Söhne waren Richard Joseph Lannas und Robert Michael Lannas (1953). Joseph Lannas starb 1962 in Miami Beach. |  |
|      | Pauline Langnas         | Corneliusstraße 26A                            | 24. März 2021 | Pauline Braun kam am 3. Februar 1888 in Berlin als Tochter des Kaufmanns Gutermann Braun und seiner Frau Sara geborene Knopf zur Welt. Sie hatte die österreichische Staatsangehörigkeit als sie 1912 in Berlin den Kaufmann Alfred Langnas heiratete. Das Paar wohnte in der Nymphenburger Straße 4, als die Kinder zur Welt kamen: 1914 Gerda, es folgte 1916 Hildegard, die bereits 1917 starb, dann kamen Heinz Gustav 1918 und Joachim 1920. Ihr Mann unternahm beruflich mehrere Schiffsreisen, so nach Brasilien und nach Norwegen. 1930 zog die Familie nach Lankwitz in die Corneliusstraße 26a. Nach der Machtergreifung der Nazis sorgten Alfred und Pauline Langnas dafür, dass ihre Kinder in Sicherheit gebracht wurden: Gerda emigrierte 1936 mit ihrem Bruder Heinz Gustav nach Brasilien, Joachim erreichte 1938 New York. Alfred Langnas entging seiner drohenden Verhaftung, indem er am 1. Dezember 1938 nach Brüssel emigrierte, Pauline folgte ihm am 21. Januar 1939. Nach dem Einmarsch der Wehrmacht wurden beide interniert und nach Frankreich abgeschoben, dort gelangten sie über das Internierungslager St. Cyprien in das Sammellager Drancy. Am 2. September 1942 wurde Alfred Langnas in das KZ Auschwitz deportiert, wo er vermutlich sofort ermordet wurde. Im September 1943 hielt sich Pauline Langnas in St. Martin Vésubie im Hotel Victoria auf, sie stand damals unter dem Schutz des italienischen Staats. Pauline Langnas wurde am 20. Januar 1944 mit dem Transport 66 ebenfalls in das KZ Auschwitz deportiert. Die Tochter Gerda widmete ihrer Mutter eine Gedenkseite bei Yad Vashem. |  |
|      | Friederike Lichtenstein | Nicolaistraße 38                               | 25. Juni 2015 | Friederike Josephsohn kam am 5. März 1871 in Königsberg als Tochter von Aron Josephsohn und Berta geborene Rosen auf die Welt, sie hatte noch eine jüngere Schwester Martha. Friederike heiratete am 13. März 1897 den Tuchhändler Siegfried Lichtenstein, 1898 kam die Tochter Erna zur Welt, 1901 der Sohn Alfred. Nach dem Ersten Weltkrieg zog die Familie nach Berlin, Siegfried Lichtenstein gründete die Firma S.Lichtenstein – Tuche engros. Die Familie bewohnte eine Villa in Lankwitz in der Nicolaistraße 38. Die Tochter Erna wurde Sängerin, sie hatte den Arzt Arthur Stapf geheiratet, war aber 1934 wieder geschieden worden. Nach der Machtergreifung durch die Nationalsozialisten zog der Sohn Alfred, der ein bekannter Flötist war, mit seiner Frau Gerda geborene Schüler zu seinen Eltern. Im März 1938 starb Friederikes Mann Siegfried, Friederike musste die Firma ihres Mannes an einen Münchener Tuchhändler verkaufen. Alfred emigrierte mit seiner Frau und der 1935 geborenen Tochter Sylvia über England nach Argentinien. Friederike wohnte mit ihrer Tochter Erna und mit ihrer verwitweten Schwester Martha Israelski weiterhin in der Villa in der Nicolaistraße, allerdings durften sie dort nur noch zwei Zimmer bewohnen, die übrigen mussten sie vermutlich vermieten. Im Sommer 1941 wurde Friederike Lichtenstein gezwungen, die Villa an das Deutsche Reich, Reichsfiskus Luftfahrt zu „verkaufen“. Sie musste noch in die Güntzelstraße 60 umziehen, am 1. September 1942 wurde Friederike Lichtenstein von dort nach Theresienstadt deportiert, wo sie am 12. September 1942 ermordet wurde. |  |
|      | Else Magnus             | Leonorenstraße 79                              | 10. Juni 2009 | Else Berent kam am 23. August 1893 in Danzig als Tochter des Adolph Berent und seiner Frau Fanny geborene Seligsohn zur Welt. 1919 heiratete sie den Arzt Dr. Martin Magnus und zog zu ihm nach Berlin. Sie wohnten in Lankwitz, Viktoriastraße 5/7 (heute Leonorenstraße), im Haus Viktoriastraße 19 betrieb ihr Mann eine große Praxis als Allgemeinmediziner. Am 8. September 1922 wurde der Sohn Gert Bernhard Adolph geboren. Von 1929 bis 1936 lebte die Familie im Haus Viktoriastraße 19. Es gelang Martin und Else Magnus den Sohn mit einem Kindertransport nach England zu bringen. Dort nannte er sich später George Marlow. 1939 wurde Martin Magnus die Kassenzulassung entzogen, das Paar musste in die Bozener Straße 9 III ziehen. Am 6. März 1943 wurden sie zusammen in das KZ Auschwitz deportiert, Martin Magnus wurde am 21. März 1943 ermordet, Else Magnus wurde wahrscheinlich bereits am 7. März 1943 in der Gaskammer ermordet. |  |
|      | Martin Magnus           | Leonorenstraße 79                              | 10. Juni 2009 | Martin Magnus kam am 20. April 1884 in Tuchel/Westpreußen als Sohn des Bernhard Magnus und seiner Frau Marie geborene Arndt zur Welt. Nach dem Abitur studierte er Medizin in Berlin, Freiburg, München und Königsberg. Er wurde promoviert und erhielt 1910 in Königsberg seine Approbation. Im Ersten Weltkrieg kämpfte er als Kriegsassistenzarzt und erhielt dafür das Eiserne Kreuz. 1919 heiratete er Else Berent, die aus Danzig stammte. Der Sohn Gert Bernhard Adolph wurde am 8. September 1922 geboren. Dr. Martin Magnus betrieb eine große Praxis als Allgemeinmediziner in Lankwitz in der Viktoriastraße 19 (heute Leonorenstraße). Die Familie lebte bis 1928 in der Viktoriastraße 5/7 und von 1929 bis 1936 in der Viktoriastraße 19. Dann musste die Familie in die Bozener Straße 9 III ziehen. 1938 wurde Martin Magnus die Kassenzulassung entzogen. Es gelang den Sohn Gert mit einem Kindertransport nach England zu bringen. Dieser nannte sich später George Marlow. Martin Magnus und seine Frau Else wurden am 6. März 1943 in das KZ Auschwitz deportiert, wo Martin Magnus am 21. März 1943 ermordet wurde. |  |
|      | Erich Panofsky          | Barbarastraße 14                               | 19. Sep. 2013 | Erich Otto Georg Panofsky kam am 7. August 1894 in Berlin als Sohn des Rudolf Panofsky und seiner Frau Berta Marie geborene Panschow zur Welt. Sein Vater hatte einen jüdischen und einen nichtjüdischen Elternteil, seine Mutter hatte keine jüdischen Eltern. Erichs Geschwister waren Alice (1901) und Heinrich Rudolf Arthur Kurt (1890). Erich Panofsky besuchte das Gymnasium bis zur Prima. Von 1914 bis 1918 nahm er als Leutnant der Infanterie am Ersten Weltkrieg teil. Nach dem Tod seines Bruders Kurt, der als Offiziersanwärter 1916 fiel, wurde Erich Panofsky ohne sein Wissen von den Eltern reklamiert und sollte von der Front zurückgezogen werden. Obwohl die Zurückziehung behördlich genehmigt war, verzichtete er darauf und blieb weiter an der Front. 1918 wurde er schwer verwundet und verlor den rechten Unterschenkel. Er erhielt mehrere Kriegsauszeichnungen: das Eiserne Kreuz I. und II. Klasse, das Braunschweiger Kriegsverdienstkreuz, das Verwundetenabzeichen in Mattweiß. Er war zwölf Jahre lang selbständiger Bankier in Berlin, dann arbeitete er sechs Jahre bei der Deutschen Reichshauptbank in Berlin. Er heiratete 1919 Lotte Schlesinger, die Töchter wurden geboren: Ursula am 28. September 1920 und Liselotte am 21. Dezember 1921. Seine Schwester Alice, die das Down-Syndrom hatte, befand sich in der Heilanstalt Berlin-Buch, als sie 1936 starb. 1937 zog die Familie in die Barbarastraße 14. Die Tochter Ursula konnte nach Palästina fliehen, Erich und seine Frau Lotte lebten 1939 mit ihrer Tochter Liselotte in Lankwitz in der Barbarastraße 14. Am 19. April 1943 wurde Erich Panofsky gemeinsam mit seiner Frau und seiner Tochter Liselotte nach Theresienstadt deportiert, von dort am 28. Oktober 1944 weiter nach Auschwitz, sein Todesdatum ist unbekannt. Die Tochter Liselotte, die in Berlin als Zwangsarbeiterin bei Osram hatte arbeiten müssen, wurde aus Theresienstadt weiter verschleppt nach Auschwitz und nach Salzwedel, einem Außenlager des KZs Neuengamme. Sie wurde am 14. April 1945 in Salzwedel befreit, emigrierte nach Palästina, heiratete Yaacov Delman und bekam zwei Kinder. Sie starb 2013 in Haifa, ihre Schwester Ursula 2005 in Jerusalem. |  |
|      | Lotte Panofsky          | Barbarastraße 14                               | 19. Sep. 2013 | Lotte Marie Schlesinger kam am 7. November 1895 in Berlin als Tochter des Kaufmanns Ludwig Schlesinger und seiner Frau Marie geborene Schlesinger zur Welt. Sie heiratete 1919 den Bankier Erich Otto Georg Panofsky, die Töchter wurden geboren: am 28. September 1920 Ursula und am 21. Dezember 1921 Liselotte. Ihr Mann hatte im Ersten Weltkrieg gekämpft, war schwer verwundet worden (Amputation des Unterschenkels) und hatte mehrere Auszeichnungen erhalten. Er war zwölf Jahre lang selbständiger Bankier in Berlin, auch arbeitete er sechs Jahre bei der Deutschen Reichshauptbank in Berlin. 1937 zog die Familie in die Barbarastraße 14. Der Tochter Ursula gelang die Ausreise nach Palästina, die Tochter Liselotte lebte weiter bei ihren Eltern. Am 19. April 1943 wurde Lotte Panofsky gemeinsam mit ihrem Mann und ihrer Tochter Liselotte nach Theresienstadt deportiert, von dort am 28. Oktober 1944 weiter nach Auschwitz, ihr Todesdatum ist unbekannt. Die Tochter Liselotte, die in Berlin als Zwangsarbeiterin bei Osram hatte arbeiten müssen, wurde aus Theresienstadt weiter verschleppt nach Auschwitz und nach Salzwedel, einem Außenlager des KZs Neuengamme. Sie wurde am 14. April 1945 in Salzwedel befreit, emigrierte nach Palästina, heiratete Yaacov Delman und bekam zwei Kinder. Sie starb 2013 in Haifa, ihre Schwester Ursula starb 2005 in Jerusalem. |  |
|      | Franziska Reis          | Mozartstraße 22                                | 16. Juni 2018 | Franziska Kaufmann kam am 17. September 1878 in Bamberg in einer jüdischen Familie zur Welt. Sie zog nach Berlin und heiratete Martin Reis, der seit 1904 in der Steglitzer Straße 81 (heute Pohlstraße) in Schöneberg wohnte und mit Musikinstrumenten und ähnlichem handelte. Die Kinder wurden geboren: am 17. September 1903 Alice und am 19. Mai 1905 Hertha. Von 1907 an führte Martin Reis ein Geschäft in der Körnerstraße 17, bis er am 28. August 1924 starb. Ab 1925 führte Franziska Reis die Geschäfte von der Wohnung Steglitzer Straße aus: „Handlung für Musikinstrumente auf Kommissionsbasis“. Franziska lebte noch bis 1935 in der Steglitzer Straße 81. Danach wird sie erst im Mai 1939 erfasst, da wohnte sie als Untermieterin bei Dr. Herbert Epelstein in der Neuen Königstraße 42 I mit ihrer Tochter Hertha und deren Sohn Rudolf Alexander Reis, geboren am 17. Dezember 1930. Sie zog noch einmal um in die Mozartstraße 22 nach Lankwitz zu Gertrud und Julius Goehr. Von dort wurde sie am 28. März 1942 nach Piaski deportiert, ihr Todesdatum ist nicht bekannt. Ihre Tochter Alice war Krankenschwester geworden und zum katholischen Glauben konvertiert, wobei Dr. Edith Stein ihre Taufpatin war. Alice, die jetzt Sr. Maria Benedikta hieß, ging in ein Kloster in den Niederlanden. Am 2. August 1942 holten SS-Männer sie aus dem Kloster und brachten sie in das Sammellager Westerbork. Von dort wurde Alice Reis am 7. August 1942 in das KZ Auschwitz deportiert und am 30. September 1942 ermordet. Über das Schicksal ihrer Schwester Hertha konnte nichts in Erfahrung gebracht werden, deren Sohn Rudolf Alexander kam, nachdem seine Großmutter im März 1942 deportiert worden war, in das Baruch-Auerbachsche Waisenhaus in der Schönhauser Allee 162. Von dort wurde er am 19. Oktober 1942 mit 58 anderen Kindern aus dem Waisenhaus nach Riga deportiert und ermordet. |  |
|      | Alfred Salomon          | Corneliusstraße 13                             | 24. Mai 2024  | |  |
|      | Margarete Salomon       | Corneliusstraße 13                             | 24. Mai 2024  | |  |
|      | Alice Scherk            | Mozartstraße 10                                | 7. März 2009  | Alice Carsch kam am 11. Februar 1888 in Frankfurt als jüngstes Kind des Gustav Carsch und seiner Frau Susanna geborene Albersheim zur Welt. Ihre Geschwister waren: Paul (1876), Else (1879), Hedwig (1880), Walter (1881) und Siegfried (1882). Ihr Vater hatte das Kaufhaus Carsch gegründet (Herren- und Knabenkonfektionskleidung), ihre Mutter stammte aus der Familie Albersheim, ihr Onkel Moritz hatte die bekannte Frankfurter Parfümerie Dr. M. Albersheim gegründet. Alice wurde Pianistin und Sängerin und heiratete 1911 den ehemaligen Angestellten ihres Onkels, Ludwig Scherk. Die Söhne wurden geboren: Walter am 8. März 1913 und Fritz am 26. Mai 1918. Ihr Mann hatte 1906 in Berlin in der Joachimsthaler Straße 9 ein Ladengeschäft für Drogeriewaren eröffnet. Anfangs wurden dort Produkte von Dr. M. Albersheim verkauft sowie Seifen und Parfüms, später stellten sie eigene Produkte der Firma Scherk her, so auch das Gesichtswasser Scherk. Neben Schering und Nivea war Scherk die dritte große Marke am deutschen Kosmetikmarkt. Die Firma hatte ihren Sitz im Scherk-Haus in Berlin-Südende, Kelchstraße 31, einem expressionistischen Backsteinbau des Architekten Fritz Höger. Die Firma Scherk hatte viele Filialen weltweit. Privat wohnte die Familie seit 1932 in dem für die Familie eigens erbauten Einfamilienhaus in Lankwitz, Mozartstraße 10. Architekt war Ernst L. Freud. Alice Scherk hatte nach der Machtübernahme der Nazis über Auswanderung nachgedacht, wählte aber am 24. April 1934 die Flucht in den Tod. Die Kosmetikfirma wurde arisiert und von der Schering AG erworben. Die Gebäude wurden im Krieg teilweise zerstört. Ludwig Scherk emigrierte nach London und starb dort 1946, der Sohn Fritz gelangte über die Fremdenlegion nach Israel, nach dem Ende des Krieges baute er die Firma in Berlin wieder auf. Er heiratete Ruth Justmann, Fritz Scherk starb 1995 in Jerusalem. Der Sohn Walter entkam in die USA und starb 1995. Die Enkel Irene und Peter Scherk stifteten dem Jüdischen Museum Berlin mehrere Objekte. |  |
|      | Ludwig Scherk           | Mozartstraße 10                                | 8. Okt. 2022  | |  |
|      | Alexander Selo          | Mozartstraße 22                                | 16. Juni 2018 | Alexander Selo kam am 27. März 1881 in Flatow/Preußen als Sohn des Buchbinders Adolf Selo und seiner Frau Pauline geborene Schlochow verwitwete Goehr zur Welt. Seine Mutter brachte aus ihrer ersten Ehe ihren Sohn Julius (1871) und ihre Tochter Valerie (1873) mit, aus der zweiten Ehe hatte Alexander folgende Geschwister: Louis (1883), Georg (1885), Willy (1887) und Martha (1889). Alexander Selo wurde Buchbinder wie sein Vater. Ende des 19. Jahrhunderts zog die Familie nach Berlin-Weißensee. Über seinen weiteren Lebensweg ist nichts bekannt. 1939 wohnte er in Berlin-Lankwitz, Mozartstraße 22, in einem Haus, das zur Hälfte im Eigentum seines Halbbruders Julius stand, zur anderen Hälfte im Eigentum von dessen Geschäftspartner Siegmund Dunkel, der Alexander Selos Halbschwester Valerie geheiratet hatte. Im Rahmen der Novemberpogrome 1938 wurde Alexander Selo verhaftet und bis zum 26. November 1938 im KZ Sachsenhausen inhaftiert. Am 13. Juni 1942 wurde er nach Sobibor deportiert, sein Todesdatum ist unbekannt. Ein Neffe errichtete für ihn eine Gedenkseite bei Yad Vashem. Zwei seiner in Berlin lebenden Brüder wurden ebenfalls ermordet: Willy mit seiner Frau Ruth geborene Sternberg und Louis mit seiner Frau Frieda geborene Bergmann. |  |
|      | Erna Stapf              | Nicolaistraße 38                               | 25. Juni 2015 | Erna Lichtenstein kam am 15. Oktober 1898 in Königsberg als Tochter des Tuchhändlers Siegfried Lichtenstein und seiner Frau Friederike geborene Josephsohn zur Welt, 1901 folgte ihr Bruder Alfred. Nach dem Ersten Weltkrieg zog die Familie nach Berlin, wo Ernas Vater die Firma S. Lichtenstein - Tuche engros gründete. Die Familie lebte in einer Villa in Lankwitz in der Nicolaistraße 38. Erna wurde Sängerin und trat unter dem Namen Evelyn Sanden auf, ihr Bruder Alfred war ein bekannter Flötist. Erna heiratete 1930 den Arzt Arthur Stapf, wurde aber 1934 wieder von ihm geschieden. Seitdem lebte sie mit ihren Eltern in der Nicolaistraße. Nach der Machtergreifung durch die Nationalsozialisten zog auch ihr Bruder Alfred mit seiner Frau Gerda geborene Schüler zu ihnen, 1934 wurde deren Tochter Sylvia geboren. Ihr Vater Siegfried Lichtenstein starb 1937, seine Frau musste die ererbte Firma veräußern. Alfred konnte mit seiner Frau und der Tochter über England nach Argentinien emigrieren, ins Haus zog die verwitwete Schwester ihrer Mutter Friederike, Martha Israelski. Die drei Frauen durften nur noch zwei Zimmer der Villa bewohnen. Erna gelang es, 1942 über Wien nach Zagreb zu fliehen, dort lebte sie unter falschem Namen und arbeitete in einem deutschen Kriegslazarett. Im Frühjahr 1945 soll sie in das KZ Jasenovac deportiert worden sein, ihr Todesdatum ist unbekannt. |  |
|      | Dagobert Weiner         | Mozartstraße 22                                | 16. Juni 2018 | Dagobert Weiner kam am 23. Februar 1867 in Odessa in einer jüdischen Familie zur Welt. Wann er nach Berlin kam und welcher Tätigkeit er nachging, konnte nicht ermittelt werden, desgleichen nicht, ob er verheiratet war oder Kinder hatte. Erst 1938 wurde im Handelsregister eingetragen, dass er nun Inhaber einer Firma D.J. Weiner, „Schreibmaschinen-Vertriebsgesellschaft“ mit Sitz in der Hindenburgstraße 87 in Wilmersdorf war, der Wohnadresse von Dagobert Weiner. Der frühere Inhaber der Firma, David Weiner, war vermutlich ein Verwandter von ihm. 1939 wohnte Dagobert Weiner in Friedenau, Bachestraße 1. Er musste noch einmal umziehen, seine letzte Berliner Anschrift war Mozartstraße 22 in Lankwitz, dort war er Untermieter von Gertrud und Julius Goehr. Im September 1942 wurde er in die Sammelstelle Große Hamburger Straße gebracht und von dort am 25. September 1942 nach Theresienstadt deportiert. Schließlich wurde er am 18. Dezember 1942 weiter in das Vernichtungslager Auschwitz verschleppt und dort zu einem unbekannten Zeitpunkt ermordet. |  |
|      | Elsa Wöllner            | Teltowkanalstraße 5                            | 26. Apr. 2014 | Elsa Philippsohn kam am 20. Juni 1877 in Dresden als Tochter des Ludwig Philippsohn und seiner Frau Julie geboren Kohn zur Welt. Sie wurde Schneiderin und heiratete 1898 den jüdischen Kaufmann Heinrich Berger, der 1908 starb. Dann heiratete sie 1911 den nichtjüdischen Kassierer Georg Paul Wöllner, damals war Elsa bereits evangelischen Glaubens. Die Tochter Käte wurde am 28. März 1912 in London geboren. Seit 1930 lebte die Familie in Lankwitz, Teltowkanalstraße 5, 2. Aufgang, IV. Damals war ihr Mann Georg Ökonom. Ihre Tochter Käte bekam am 24. Februar 1935 die Tochter Evelyne. Bei der Volkszählung 1939 lebten Elsa, Georg, Käte und Evelyne zusammen in der Wohnung Teltowkanalstraße 5. 1940 starb ihr Mann Georg an Leberkrebs. Am 9. Februar 1944 wurde Elsa Wöllner nach Theresienstadt deportiert. Sie wurde befreit und überlebte. |  |
|      | Erwin Woythaler         | Waldmannstraße 6                               | 16. Juni 2018 | Erwin Belmont Woythaler kam am 11. November 1908 in Bromberg als erstes Kind des Fabrikbesitzers Max Woythaler und seiner Frau Lydia geborene Liebreich zur Welt. Seine Schwester Ilse wurde 1910 geboren. Anfang der 1920er Jahre zog die Familie nach Berlin, um dort eine Zweigniederlassung der Schnupftabakfabrik seines Großvaters zu begründen. Ab 1927 wohnte die Familie in einem eigens für sie entworfenen Neubau in der Waldmannstraße 6 in Lankwitz, Architekt war Hugo Häring. Sein Vater war Mitglied in dem ältesten Berliner Geschichtsverein, dem Verein für die Geschichte Berlins an und zählte zu den Vorständen der liberalen jüdischen Reformgemeinde. Erwin war im väterlichen Geschäft tätig, zusammen führten sie bis 1938 das Unternehmen fort, dann musste die Fabrik verkauft werden. Im Frühjahr 1939 gelang es der Familie nach England zu fliehen. Erwin lernte dort im Jahr 1939 den Umgang mit Motoren. 1941 heiratete er Gerda Bloch. Sein Vater starb im Jahre 1944, seine Mutter sehr viel später 1985, Erwin änderte seinen Namen in Irvine, weiteres konnte über ihn und seine mit einem Engländer namens Hutchinson verheiratete Schwester Ilse nicht ermittelt werden. |  |
|      | Ilse Woythaler          | Waldmannstraße 6                               | 16. Juni 2018 | Ilse Woythaler kam am 25. Juni 1910 in Bromberg als Tochter des Fabrikbesitzers Max Woythaler und seiner Frau Lydia geborene Liebreich zur Welt, sie hatte einen Bruder Erwin Belmont, der am 11. November 1908 geboren war. Die Familie lebte zunächst in Bromberg, Anfang der 1920er Jahre zog die Familie nach Berlin, um dort eine Zweigniederlassung der Schnupftabakfabrik ihres Großvaters zu begründen. Ab 1927 wohnte die Familie in einem eigens für sie entworfenen Neubau in der Waldmannstraße 6 in Lankwitz, Architekt war Hugo Häring. Ilses Vater war Mitglied in dem ältesten Berliner Geschichtsverein, dem ‚Verein für die Geschichte Berlins‘ an und zählte zu den Vorständen der liberalen jüdischen Reformgemeinde. Ihr Bruder Erwin war im väterlichen Geschäft tätig, zusammen mit seinem Vater führte er bis 1938 das Unternehmen fort, dann musste die Fabrik verkauft werden. 1936 heiratete Ilse den Engländer Thomas Raymond Hutchinson, der als Bankangestellter tätig war. Im Frühjahr 1939 gelang es der Familie nach England zu fliehen. Ilse arbeitete als unbezahlte Hausangestellte, sie lebte mit ihrem Bruder Erwin zusammen. Ihr Vater starb dort im Jahre 1944, ihre Mutter sehr viel später 1985. Erwin heiratete 1941 Gerda Bloch, über das Leben der Geschwister konnte weiteres nicht ermittelt werden, außer dass Ilse 1992 in England verstarb. |  |
|      | Lydia Woythaler         | Waldmannstraße 6                               | 16. Juni 2018 | Lydia Liebreich kam am 9. Juli 1888 in Gladbach als Tochter des Fabrikanten Belmont Liebreich und seiner Frau Rosa geborene Rothschild auf die Welt. Ihre Geschwister waren: Julius (1894), Gertrud (1893) und Margrete (1890). Ihr Bruder Julius starb 1902, Lydia heiratete 1907 den Fabrikbesitzer Max Woythaler und zog mit ihm nach Bromberg. Dort kamen ihre Kinder zur Welt: Erwin 1908 und Ilse 1910. Anfang der 1920er Jahre zog die Familie nach Berlin, Max Woythaler war dort Eigentümer der Zweigniederlassung der Schnupftabakfabrik seines Vaters in der Derfflingerstraße 32/34. Privat wohnte die Familie ab 1927 in einem eigens für sie vom Architekten Hugo Häring entworfenen Einfamilienhaus in der Waldmannstraße 6 in Lankwitz. 1938 musste die Fabrik verkauft werden, der Familie gelang die Flucht nach England 1939. Dort starb 1944 ihr Mann, Lydia Woythaler starb 1985 in England. Ihre Mutter, die nach dem Tod ihres Vaters den Kaufmann Leopold Simon geheiratet hatte, lebte nach dessen Tod auch in Berlin, in der Rüdesheimer Straße 1. Sie wurde am 25. August 1942 nach Theresienstadt deportiert, ihr Todesdatum ist unbekannt. |  |
|      | Max Woythaler           | Waldmannstraße 6                               | 16. Juni 2018 | Max Woythaler kam am 11. Februar 1875 in Bromberg (Posen) als Sohn des Fabrikanten David Woythaler und seiner Frau Flora geborene Fabian auf die Welt. Er heiratete 1907 in Mönchen Gladbach Lydia Liebreich. Sie war die Tochter des Textilfabrikanten Belmont Liebreich und dessen Ehefrau Rosa geb. Rothschild. Max Woythaler arbeitete in der von seinem Vater David Woythaler in Bromberg im Jahre 1871 gegründete Schnupftabakfabrik. Ende 1920 wurde Max Woythaler im Grundbuch für die Zweigniederlassung der Bromberger Schnupftabakfabrik David Woythaler zu Berlin in Steglitz, Postadresse Derfflingerstraße 32/34 als Eigentümer eingetragen. Im Jahre 1921 wurde die Fabrikation in Bromberg aufgegeben. 1925 starb Max’ Mutter in Zoppot, 1930 sein Vater in Danzig. Mit seiner Frau Lydia sowie seinen beiden Kindern, dem am 11. November 1908 in Bromberg geborenen Sohn Erwin Belmont und seiner am 25. Juni 1910 ebenfalls in Bromberg geborenen Tochter Ilse, bezog Max Woythaler 1927 einen Neubau in der Waldmannstraße 6 in Lankwitz, Architekt war Hugo Häring. Max Woythaler war Mitglied in dem ältesten Berliner Geschichtsverein, dem ‚Verein für die Geschichte Berlins‘ und zählte zu den Vorständen der liberalen jüdischen Reformgemeinde. Max Woythaler führte mit seinem Sohn Erwin bis 1938 das Unternehmen fort, dann musste die Fabrik verkauft werden. Im Frühjahr 1939 gelang es der Familie, nach England zu fliehen. Max Woythaler starb dort im Jahre 1944, seine Frau starb 1985, sein Sohn Erwin, in Irvine umbenannt, und seine mit einem Engländer verheiratete Tochter Ilse konnten nicht ermittelt werden. |  |